# Paramesiodes aprepta
Paramesiodes aprepta är en fjärilsart som beskrevs av Bradley 1965. Paramesiodes aprepta ingår i släktet Paramesiodes och familjen vecklare. Inga underarter finns listade i Catalogue of Life.